# Tornado over Manilla

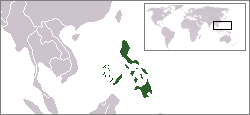
De ligging van de Filipijnen in Azië.

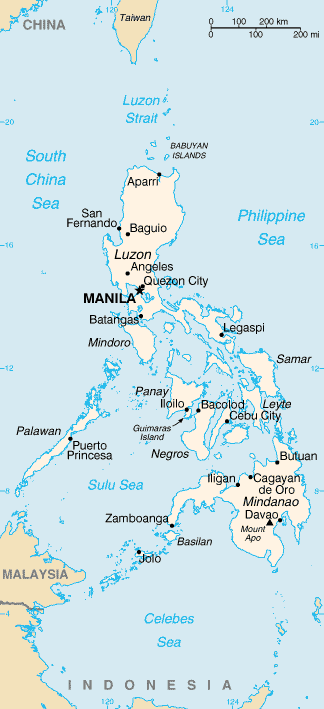
Een overzichtskaart van de Filipijnen.

Tornado over Manilla is een spionageroman van auteur Gérard de Villiers en is het 64e deel uit de S.A.S.-reeks met als protagonist de Oostenrijkse prins en freelance CIA-agent Malko Linge.

## Het verhaal
Communistische Filipijnse oppositiepartijen hebben reeds meerdere pogingen ondernomen om het regerend staatshoofd Ferdinand Marcos te vermoorden. Elke poging strandde echter door een amateuristische aanpak.
De oppositiepartijen hebben hiervan echter geleerd en besluiten een beroep te doen op de professionele huurmoordenaar Hans Vogel.
De CIA lokaliseert Vogel op de Filipijnen en brengt zijn aanwezigheid in verband met geruchten rondom een nieuwe aanslag op de president. De CIA weet Vogel in een valstrik te lokken en hem gevangen te nemen. Het hoofd van de lokale CIA-afdeling heeft het plan opgevat om Vogels plaats in te laten nemen door een agent van de CIA en op deze wijze de opdrachtgevers tot de moordaanslag te achterhalen.
Het is Malko, die met vervalste identiteitspapieren onder de naam Hans Vogel, naar de Filipijnen reist waar hij in contact probeert te treden met zijn communistische opdrachtgevers.
De missie ontaardt al spoedig in een regelrechte nachtmerrie omdat vrijwel elk overheidsorgaan door en door corrupt blijkt te zijn.
Als de echte identiteit van Malko bekend wordt dan wacht hem een levenslange gevangenisstraf in een van de ergste gevangenissen ter wereld en zal hij op brute wijze worden gemarteld.

## Personages
- Malko Linge, een Oostenrijkse prins en CIA-agent;
- Hans Vogel, een professionele huurmoordenaar met de Duitse nationaliteit.